# طوطی‌کاکلی‌های سیاه
طوطی‌کاکلی‌های سیاه (نام علمی: Calyptorhynchus) نام یک سرده از تیره کاکاتویان است.

## گونه‌ها
- - طوطی‌کاکلی سیاه دم‌سرخ, Calyptorhynchus (Calyptorhynchus) banksii
  - طوطی‌کاکلی سیاه براق, Calyptorhynchus (Calyptorhynchus) lathami
  - طوطی‌کاکلی سیاه دم‌زرد, Calyptorhynchus (Zanda) funereus
  - طوطی‌کاکلی سیاه نوک‌کوتاه, Calyptorhynchus (Zanda) latirostris
  - طوطی‌کاکلی سیاه نوک‌دراز, Calyptorhynchus (Zanda) baudinii